# Leoncio Prado (provincie)
Leoncio Prado is een provincie in de regio Huánuco in Peru. De provincie heeft een oppervlakte van 4.953 km² en telt 133.500 inwoners (2015). De hoofdplaats van de provincie is Tingo María, gelegen in het district Rupa-Rupa.

## Bestuurlijke indeling
De provincie Leoncio Prado, met oorspronkelijk zes districten, telde er acht sinds eind 2015 en tien sinds half 2016, UBIGEO tussen haakjes:
- (100608) Castillo Grande
- (100602) Daniel Alomía Robles
- (100603) Hermilio Valdizán
- (100604) José Crespo y Castillo
- (100605) Luyando
- (100606) Mariano Dámaso Beraún
- (100607) Pucayacu
- (100609) Pueblo Nuevo
- (100601) Rupa-Rupa, waarin de hoofdplaats van de provincie en stad (ciudad) Tingo María
- (100610) Santo Domingo de Anda

Ambo · Dos de Mayo · Huacaybamba · Huamalíes · Huánuco · Lauricocha · Leoncio Prado · Marañón · Pachitea · Puerto Inca · Yarowilca